# Chorinaeus constrictus
Chorinaeus constrictus är en stekelart som beskrevs av Davis 1897. Chorinaeus constrictus ingår i släktet Chorinaeus och familjen brokparasitsteklar. Inga underarter finns listade i Catalogue of Life.